# Ma-Ko-Ko-Mo
 (septembre 2015).
Chief Ma-Ko-Ko-Mo, ou Koh-Koh-Mah ou encore Kokomoko, était le chef de la tribu amérindienne des Miamis. Son nom signifie « noix noire ».
Kokomoko, chef ou voyou, ou les deux, a vécu à l'emplacement de Kokomo dans l'Indiana, dans les années 1830 et  probablement au début des années 1840. Son monument funéraire y est situé.
David Foster, l’homme qui a fondé et dessiné la ville de Kokomo, a déclaré  : « C’était la ville la plus ornithologique de la terre, alors je l’ai nommée en l’honneur de l’homme le plus ornithologique que je connaissais – je l’ai appelée Kokomo ». Kokomoko était un homme bien plus grand que tous les autres habitants de la ville. Lorsque des sépultures indiennes ont été mises au jour, en 1848, à l'occasion de la construction qu'une scierie  près de l'emplacement historique du village indien, l'une d'elles a été considérée comme étant celle du chef Kokomo en raison de la taille hors norme des os qu'elle contenait. Tous les os des sépultures auraient été regroupés dans une boîte en bois qui a été enterrée dans l'ancien cimetière des pionniers, à proximité. À la fin des années 1840, cette parcelle fut attribuée au chef indien des Miamis Francis LaFontaine.